# Riksväg 77
Riksväg 77 är en riksväg som går mellan Uppsala i Uppsala län och Norrtälje i Stockholms län. Däremellan passerar den bland annat Knivsta och Rimbo. På sträckan mellan Uppsala och Knivsta är sträckningen gemensam med E4 och mellan Rösa trafikplats och södra infarten till Norrtälje med E18. På dessa sträckor är dessutom vägen motorväg.

## Standard
Riksväg 77:s sträckning mellan länsväg 273 vid Husby by och E18 strax söder om Norrtälje har en i förhållande till trafikmängden och den stora andelen tung trafik helt otillräcklig standard. Vägen passerar dessutom rakt igenom Rimbo samhälle i väst-östlig riktning.
Den ökande godstrafiken till och från Kapellskärs hamn öster om Norrtälje har medfört att den tunga lastbilstrafiken på riksväg 77 ökat kraftigt på senare[när?] år.
Det finns planer på en förbifart vid Rimbo.

## Historia
År 1945-62 hette vägen Uppsala–Rimbo–Norrtälje Länsväg 281. År 1962 gavs vägen namnet Riksväg 77 istället. Fram till att motorvägen Märsta–Uppsala byggdes, gick väg 281/77 inte gemensamt med E4 (tidigare väg 13), utan istället ungefär raka vägen mellan Uppsala och Östuna. Vägen förlängdes lite mot öster 1995 när en ny motorväg för E18 öppnades.
Som oftast beror standarden på när vägen byggdes, eftersom de byggs enligt varje tids regler. Vägen närmast Knivsta byggdes i samband med E4:ans motorvägsbygge, klar 1972. Resten är mycket äldre. Stora delar av vägen går i samma sträckning som åtminstone 1867 respektive 1879, förutom lätta uträtningar och breddningar plus asfaltering. Det gäller sträckan inom Stockholms län Mälby–Husby-Sjuhundra, utom Långsjöns västra ände–Rimbo. Det märks bland annat på att den stora mängden anslutande gårdsvägar och bristen på parallella privata lokalvägar. På sträckan i Husby-Långhundra socken är vägen dragen i en nyare sträckning, nära den gamla. Det bygget är gjort senare än 1965. Vägen Husby-Sjuhundra–E18 följer E18:s gamla sträckning.

## Anslutningar och korsningar
|  | Nr  | Namn                  | Skyltning                                |
|  | --- | --------------------- | ---------------------------------------- |
|  | 186 | Trafikplats Säby      | Sundsvall; Tycho Hedéns väg Uppsala S, C |
|  |     | Trafikplats Brunnby   | Stockholm (Rv 77 svänger)                |
|  |     | Husby by              | Stockholm Arlanda, Almunge               |
|  |     | Rimbo                 | Stockholm (Rv 77 svänger)                |
|  |     | Rimbo                 | Östhammar Hallstavik (Rv 77 svänger)     |
|  |     | Husby-Sjuhundra       | Stockholm (Rv 77 svänger)                |
|  |     | Trafikplats Rösa      | Stockholm (Rv 77 svänger)                |
|  | 192 | Trafikplats Norrtälje | Helsingfors Kapellskär; Gävle Norrtälje  |

Källa:  http://maps.google.se/